# Eugène François de Dorlodot
Eugène François de Dorlodot (Charleroi, 27 maart 1783 - Brussel, 18 april 1869) was een Belgisch senator en industrieel, behorende tot de notabele en adellijke familie De Dorlodot in Henegouwen.

## Levensloop
Eugène François de Dorlodot was de zoon van Edouard Michel de Dorlodot (1734-1816) en van Philippine de Beelen Berthoff. Hij trouwde in 1818 met Thérèse Houyoux (1799-1849) en ze kregen vijf kinderen. De oudste was Eugène Charles de Dorlodot.
In 1833 richtte de Dorlodot een fabriek op in Acoz: hoogovens en een smelterij. Materiaal voor de spoorwegen (o.m. rails) behoorden tot de basisproductie van de vennootschap. 
De Dorlodot werd ook medeoprichter in 1853 van de spoorlijn Morialmé-Châtelineau, die door de Vallei van Acoz liep. Hij was er bestuurder van, samen met zijn voornaamste vennoot François Spitaels. 
Nochtans besliste hij, vanwege de aanhoudende crisis in de metallurgie, zijn fabriek in Acoz te sluiten en trok hij met al zijn arbeiders naar Bois-le-Tilleul bij Maubeuge. Hij rekende er op dat de vooruitzichten in Frankrijk beter waren dan in België.
In 1831 werd hij burgemeester van Acoz en bleef dit tot aan zijn dood. In 1850 werd hij tot senator verkozen voor het arrondissement Charleroi en bleef dit mandaat uitoefenen tot in 1863. In 1857 verkreeg hij erfelijke adelserkenning.